# プロ野球監督
プロ野球における監督、プロ野球監督（プロやきゅうかんとく）は、チーム（球団）を統率し指揮する職業、またはそれを担う人物のこと。

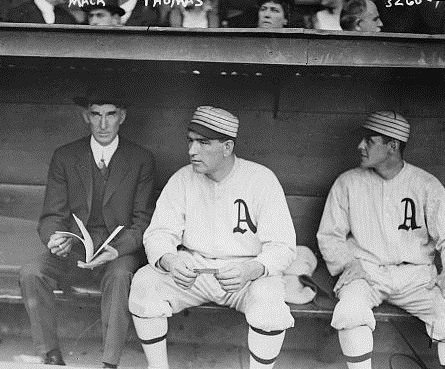
スーツ姿でベンチに座るコニー・マック監督（1914年）

## 概要
監督の主な役割は、野球競技においてチームを指揮し、チームを勝利に導くことである。プロの場合はチーム成績の責任も負うことになる。その他の役割や選定方法などはチームや地域の経営理論などによって異なる。
野球の監督の特徴としては、選手と同様のユニフォームを着用していることが挙げられる。これは、野球の創成期に選手の中からチームのまとめ役（選手兼任監督）が選ばれていた名残、あるいは、野球は監督がプレイフィールドに入ることが許可される競技であるからとされている。なお、公認野球規則においては監督にユニフォームの着用を義務付ける規定はなく（ただし、協会・大会の特別規則により義務付けられていることがある）、コニー・マックのようにスーツ姿で指揮を執る監督も存在した。

### MLB
メジャーリーグベースボール (MLB) では、ゼネラルマネージャー (GM) が球団経営における多くの権限を有し、球団の顔としての役割も持つ。これに対して監督はフィールドマネージャーと呼ばれ、GMの決めた方針に沿ってチームを運営し、試合における選手起用や勝敗に責任を負う。
監督の選定においては現役時代の成績などはあまり重視されず、マイナーリーグや独立リーグを含む監督・コーチとしての実績など指導者としての能力が重視され、選考の際には一般公募されることもあり、選考試験では一般企業の採用試験のようにプレゼンテーションで自身の資質を示す必要がある。そのため、MLBの監督には現役時代に活躍した人物はそれほど多くなく、スター選手と言えど、NPBのように引退後すぐに監督に就任することはまずない。逆にMLB選手経験のない監督も少なからず存在する。
また、MLBでは任期途中やシーズン途中であっても成績次第で解任されることも珍しくなく、シーズン序盤で解任されることもある。

### NPB
日本野球機構 (NPB) では監督はチームを指揮するほかに、メディアへの露出や選手との交渉役、ドラフト会議への出席など、チームの顔としての側面が強い。また、MLBと異なりファームが同一組織に存在し、これも統括する立場にあることから、戦力の補強や一軍登録など、球団運営に関しても強い影響力を持つ人物が多く、ゼネラルマネージャー的立場を兼ねる例もある他、王貞治、根本陸夫、石井一久のように球団の取締役を兼ねた例もある。
監督の選定においては、現役時代の功績も重要な選考基準とされる傾向にある。上記の通りチームの顔としての側面が強いことから、生え抜きをはじめ、チームの在籍経験者などチームに縁のある人物から選ばれることが多い。その一方で求心力の問題や監督・コーチとしての経験を積む場が限られていることから、選手およびコーチとしての実績、経験がない又は少ない人物が監督になる例は少ないが、近年は、落合博満、野村謙二郎、金本知憲、工藤公康、新井貴浩、藤川球児等引退してからコーチ経験がない人物が選ばれることも増えている。また、田尾安志、牛島和彦、栗山英樹、立浪和義、新庄剛志といった現役を引退してから、長年現場を離れた人物(選手兼任コーチ、日本代表のコーチは除く)が監督に就任するケースもある。プロ選手としての経験が無いNPBの一軍監督が在任した最後の例は1968年に阪神タイガースの一軍監督を務めた藤本定義が最後であり、1969年以降はプロ選手経験のある人物がNPBの一軍監督をしている。
また、NPBではシーズン途中で監督が解任されることは珍しく、解任される場合もいったん「休養」の形で現場を離れさせ、シーズン終了を待って辞任又は契約満了による離任という流れになることが少なくない。1962年の南海ホークスでは鶴岡一人監督が成績不振の責任を取って休養したが、蔭山和夫監督代行が指揮を執ると躍進した後で蔭山代行が鶴岡監督に復帰を要請し、鶴岡が監督に復帰した例もある。
待遇面では、年俸は一軍のレギュラー選手と同じぐらい（数千万円～数億円程度と幅がある）だが、ホーム球場に専用の監督室を持つ、遠征やキャンプ時の宿泊先でもスイートルームなどの広い部屋が割り当てられる、専用の交際費の枠が認められるなど、大企業の役員と同程度の待遇が用意されることが多い。また試合の勝利数などに応じたインセンティブも設定されるという。大久保博元は、自身が2015年に楽天の監督を務めた際の経験として「基本年俸は4500万円、ただしインセンティブを全部満たすと合計で1億円ぐらいもらえる契約だった」「ホテルに泊まると、個人的な飲食代や洗濯サービスなども全部球団持ちだった」などと語っている。
プロ野球では「名選手だった人は名監督になれない」という俗説がファン・関係者の間で広く浸透している。野村克也は「現役時代にスター選手だった監督、特にホームラン王などの強打者だった監督は、攻撃野球を好む傾向が強い。ホームランが何本も飛び交うような、素人が見てもわかりやすい、打って走るだけの才能と技術に頼った粗い野球を求めるが、そんな一流選手が戦力になるとはなるとは限らない。また、スター選手はその才能からデータを必要とせず、細かいチームプレーとも関係なくやってきた者が多いため、いざ監督になったら緻密な野球ができない。そればかりか、その必要性や重要性をまるで理解しようとしない。そのため有効な作戦が立てられないし、相手の作戦を読むこともできない。さらにスター選手は自分ができたことは、皆もできると思い込んでいる。それを言葉に発してしまう。思ったことは何でもできてしまうから苦労を知らず、そのため並の選手の気持ちや痛みがわからない。自分のレベルで選手を見るためにうまく指導ができず、言葉より感覚を重視してしまいがちというのが主な原因」と述べている。